# E140
E140 es el código alimentario asignado por la Unión Europea a las clorofilas. Actúa como un colorante alimentario verde natural, presente en todas las plantas y algas. Es extraído comercialmente a partir de las ortigas, del césped y de la alfalfa. Es hidrosoluble.

## La Clorofila
Las clorofilas son los pigmentos responsables del color verde de las hojas de los vegetales y de los frutos inmaduros. Son piezas claves en la fotosíntesis, proceso que permite transformar la energía solar en energía química, y finalmente a partir de ella producir alimentos para todos los seres vivos y mantener el nivel de oxígeno en la atmóstera. Por esta razón han sido estudiadas muy extensamente. Se ha dicho de ellas que son las substancias químicas más importantes sobre la superficie de la Tierra.
Las plantas superiores tienen dos tipos de clorofila muy semejantes entre ellas, denominadas a y b, siendo la primera la mayoritaria y la que se degrada más fácilmente. Son químicamente muy complicadas, y solo en 1940 se pudo averiguar su estructura completa. Incluyen un átomo de magnesio dentro de su molécula.

## La Clorofila en la Tecnología Alimentaria
El interés por la clorofila en tecnología alimentaria no estriba tanto en su uso como aditivo sino en evitar que se degrade durante el procesado y almacenamiento la que está presente en forma natural en los alimentos de origen vegetal. 
El calentamiento hace que las clorofilas pierdan el magnesio, transformándose en otras substancias llamadas feofitinas y cambiando su color verde característico por un color pardo oliváceo mucho menos atractivo. Este efecto puede producirse en el escaldado de las verduras previo a su congelación, en el enlatado, etc. También le afecta el oxígeno, la luz y la acidez, resistiendo mal además los periodos de almacenamiento prolongados.
Las clorofilas, que en los vegetales se encuentran dentro de ciertos orgánulos, son insolubles en agua pero solubles en alcohol, con el que pueden extraerse. Las clorofilinas son derivados algo más sencillos obtenidos por rotura parcial de las clorofilas. La substitución del magnesio por cobre da lugar al colorante E-141, cuyo color es mucho más estable.

## Utilización
Las clorofilas se utilizan poco como aditivos alimentarios, solo ocasionalmente en aceites, chicle, helados y bebidas refrescantes, en sopas preparadas y en productos lácteos. Su empleo está limitado, en el queso a 600 mg/kg, solo el E-140, y en algunas conservas vegetales y yogures a 100 mg/kg. 

## Efectos en el organismo
La gama de colorantes clorofílicos se absorben muy poco en el tubo digestivo. No se ha establecido un límite máximo a la ingestión diaria de la clorofila utilizada como aditivo, ya que esta cantidad es despreciable frente a la ingerida a partir de fuentes naturales. 

## Datos técnicos
- C.I.N.º: 75810
- C.I.Nombre: Natural Green 003
- Cód.CEE: E140